# Thân máy

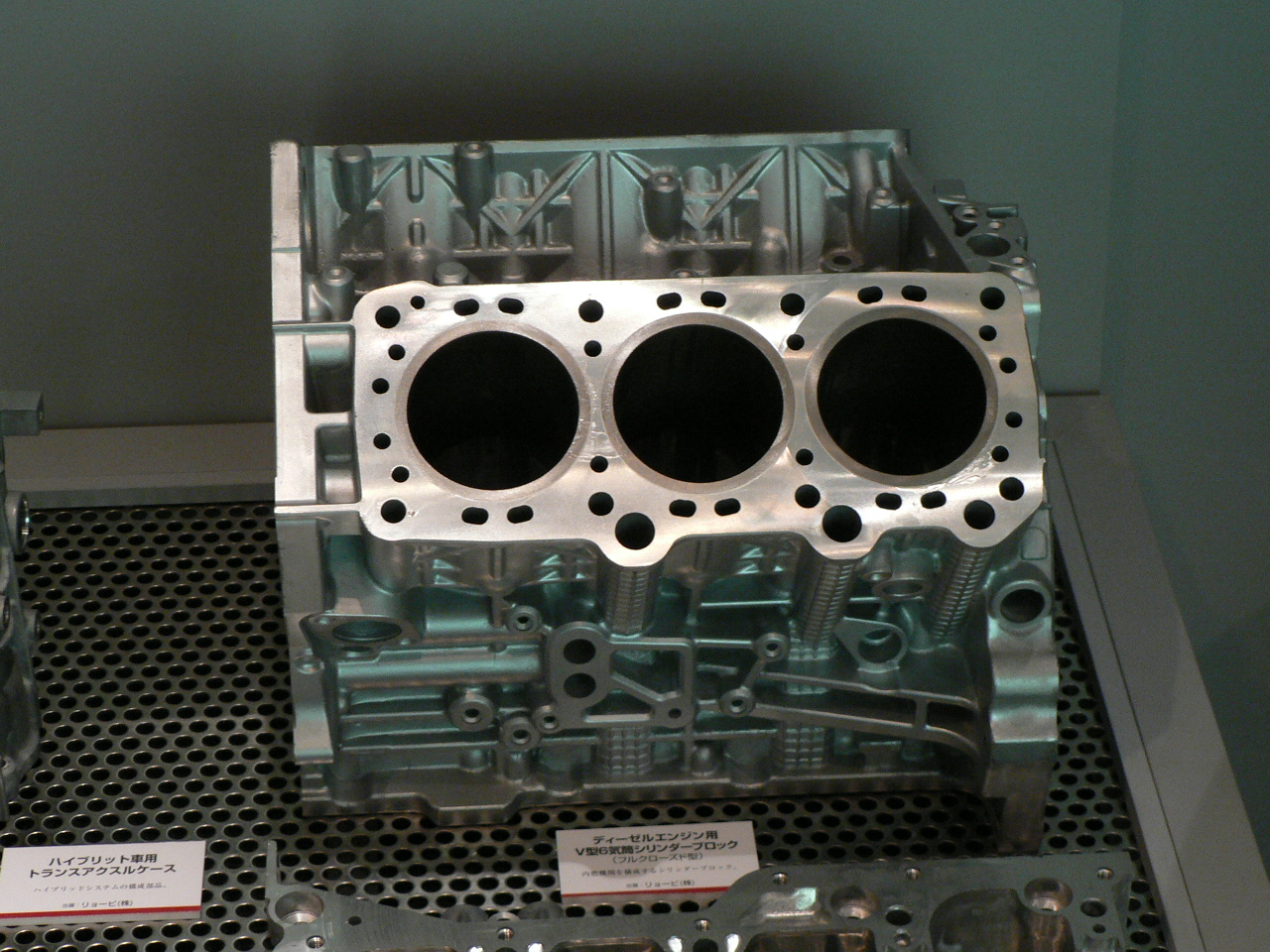
Thân máy của động cơ diesel V6 hiện đại. Các lỗ lớn là các hình trụ, các lỗ tròn nhỏ là các lỗ lắp và các lỗ hình bầu dục nhỏ là chất làm mát hoặc ống dẫn dầu.

Thân máy, hay còn được gọi là lốc máy (đọc phiên âm của từ "block" trong "engine block"), thân động cơ, khối động cơ (tiếng Anh: engine block) là bộ phận dùng để lắp đặt và bố trí hầu hết các chi tiết, cụm chi tiết của động cơ như: xi lanh, trục khuỷu, pít tông, thanh truyền, trục cam, bơm nhiên liệu, bơm dầu (bôi trơn), bơm nước (làm mát),...
Ở các động cơ đốt trong đời đầu, thì khối động cơ chỉ là khối xi lanh đơn thuần. Trục khuỷu của các động cơ này được chế tạo riêng biệt. Chúng sẽ được lắp đặt vào thân xi lanh để tạo thành một động cơ hoàn chỉnh. Còn các động cơ hiện đại thì phần trục khuỷu của động cơ được chế tạo tích hợp với khối xi lanh thành một bộ phận duy nhất.

## Các thành phần thân máy

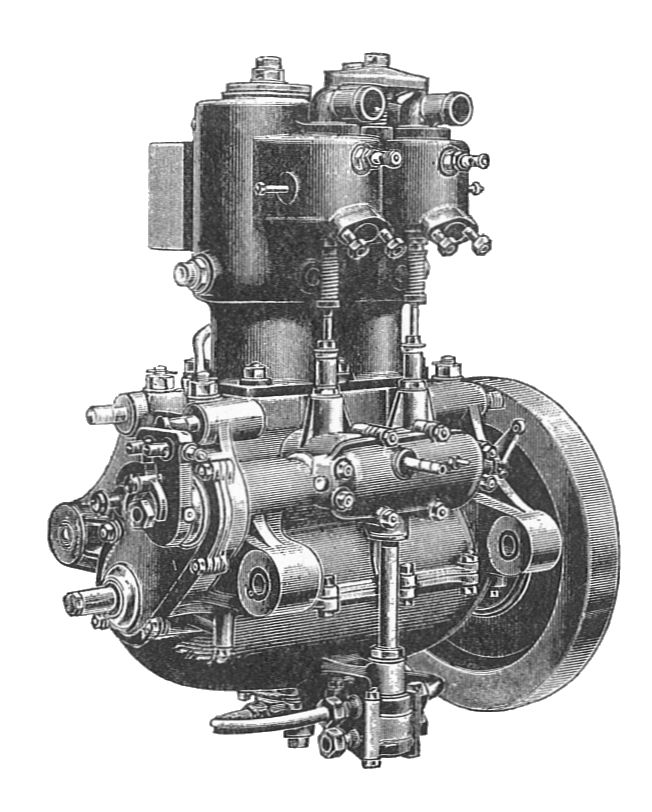
Động cơ De Dion-Bouton, khoảng năm 1950. Các đầu xi lanh được tích hợp vào khối động cơ, tuy nhiên trục khuỷu là riêng biệt. Nửa dưới của hộp trục khuỷu cũng bao gồm thùng đựng dầu.

Cấu trúc chính của động cơ (không bao gồm các bộ phận chuyển động) thường bao gồm xi lanh, ngăn chứa nước làm mát, đường dẫn dầu bôi trơn, trục khuỷu và nắp xi lanh. Các động cơ sản xuất đầu tiên vào thập niên 1880 đến 1920 thường sử dụng các bộ phận riêng biệt, sau đó được gắn với nhau trong quá trình lắp ráp động cơ. Tuy nhiên, các động cơ hiện đại thường tích hợp sẵn những bộ phận này thành một khối duy nhất, để giảm chi phí sản xuất.

Sự thay đổi từ việc lắp ráp các thành phần riêng biệt cho đến việc chế tạo một khối động cơ liền khối có sẵn các bộ phận (động cơ monobloc) là một sự tiến bộ trong lịch sử phát triển của động cơ đốt trong. Việc sản xuất thân máy liền khối này dựa trên sự phát triển của kỹ thuật đúc và gia công. Ví dụ, việc sản xuất động cơ V8 chi phí thấp là không khả thi, cho đến khi Ford phát triển các kỹ thuật được sử dụng để chế tạo động cơ V8 xupap hông của hãng Ford. Những kỹ thuật này sau đó đã được nhà sản xuất khác áp dụng cho quá trình sản xuất động cơ. 

### Khối xi lanh
Một khối xi lanh là cấu trúc có chứa xi lanh, cộng với bất kỳ ống xi lanh và các đoạn làm mát. Trong những thập kỷ đầu tiên của sự phát triển động cơ đốt trong, xi lanh thường được đúc riêng lẻ, vì vậy các khối xi lanh thường được sản xuất riêng cho mỗi xi lanh. Tiếp theo đó, các động cơ bắt đầu kết hợp hai hoặc ba xi lanh thành một khối xi lanh đơn, với một động cơ kết hợp một số khối xi lanh này kết hợp với nhau.
Trong các động cơ ban đầu có nhiều xi lanh - chẳng hạn như động cơ V6, V8 hoặc động cơ flat-6 - mỗi ngân hàng thường là một khối xi lanh riêng (hoặc nhiều khối). Từ những năm 1930, các phương pháp sản xuất hàng loạt đã phát triển để cho phép cả hai bờ của xi lanh được tích hợp vào cùng một khối xi lanh.

### Ống lót xi lanh
Khối xi lanh có lót ướt sử dụng các bức tường xi lanh có thể tháo rời hoàn toàn, phù hợp với khối bằng các miếng đệm đặc biệt. Chúng được gọi là "lớp lót ướt" vì mặt ngoài của chúng tiếp xúc trực tiếp với chất làm mát của động cơ. Nói cách khác, lớp lót là toàn bộ bức tường, thay vì chỉ đơn thuần là một tay áo.
Ưu điểm của lớp lót ướt là khối lượng thấp hơn, giảm yêu cầu không gian và chất lỏng làm mát được làm nóng nhanh hơn từ khi bắt đầu lạnh, giúp giảm mức tiêu thụ nhiên liệu khởi động và cung cấp sưởi ấm cho cabin xe sớm hơn.
Các khối xi lanh lót khô sử dụng vật liệu của khối hoặc một lớp lót rời được chèn vào khối để tạo thành cột trụ của thành xi lanh. Ống bọc ngoài bổ sung được chèn vào bên trong, vẫn còn "khô" ở bên ngoài, được bao quanh bởi vật liệu của khối.
Đối với thiết kế lớp lót ướt hoặc khô, lớp lót (hoặc ống bọc ngoài) có thể được thay thế, có khả năng cho phép đại tu hoặc xây dựng lại mà không cần thay thế khối, mặc dù đây thường không phải là một lựa chọn sửa chữa có tính thực tế.

### Hộp trục khuỷu

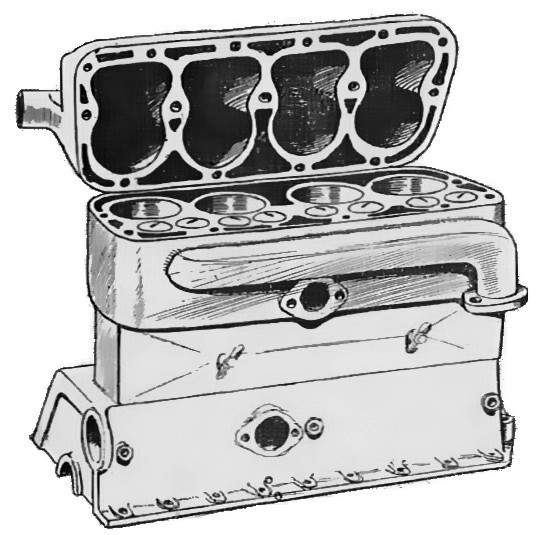
Động cơ flathead điển hình 1930-1960 với trục khuỷu tích hợp (đầu xi lanh được nghiêng lên trên nhằm mục đích minh họa)

Một động cơ trong đó tất cả các xi lanh chia sẻ một khối chung được gọi là động cơ monobloc. Hầu hết các động cơ hiện đại (bao gồm cả ô tô, xe tải, xe buýt và máy kéo) sử dụng một thiết kế đơn khối của một số loại, do đó ít động cơ hiện đại có một khối riêng cho mỗi xi lanh. Điều này đã dẫn đến thuật ngữ "khối động cơ" thường ngụ ý một thiết kế monobloc và thuật ngữ monobloc hiếm khi được sử dụng.
Trong những năm đầu tiên của động cơ đốt trong, công nghệ đúc có thể tạo ra các vật đúc lớn hoặc đúc có lõi bên trong phức tạp để cho phép áo nước, nhưng không được làm cùng một lúc. Hầu hết các động cơ ban đầu, đặc biệt là những động cơ có hơn bốn xi-lanh, có các xi-lanh được đúc thành cặp hoặc bộ ba xi-lanh, sau đó được bắt vít vào một trục khuỷu duy nhất.
Khi các kỹ thuật đúc được cải thiện, toàn bộ khối xi lanh gồm 4, 6 hoặc 8 xi lanh có thể được sản xuất thành một mảnh. Việc xây dựng monobloc này là đơn giản hơn và hiệu quả chi phí để sản xuất. Đối với các động cơ có cấu hình nội tuyến, điều này có nghĩa là tất cả các xi lanh, cộng với trục khuỷu, có thể được sản xuất trong một thành phần duy nhất. Một trong những động cơ đầu tiên được sản xuất bằng phương pháp này là động cơ 4 xi-lanh trong máy Ford Model T, được giới thiệu vào năm 1908. Phương pháp này được dùng trong động cơ 6 xi lăng thằng hàng và thường được sử dụng vào giữa những năm 1920.
Cho đến những năm 1930, hầu hết các động cơ V vẫn giữ một khối đúc riêng cho mỗi dãy xi lanh, với cả hai được bắt vít vào một trục khuỷu chung (bản thân nó là một vật đúc riêng). Đối với nền kinh tế, một số động cơ được thiết kế để sử dụng vật đúc giống hệt nhau cho mỗi ngân hàng, bên trái và bên phải. (p120) Một ngoại lệ hiếm hoi là V12 góc hẹp 22 °Của Lancia năm 1919, sử dụng đúc khối đơn kết hợp cả hai bờ.  (tr50-53) Ford flathead V-8 - được giới thiệu vào năm 1932 - thể hiện sự phát triển đáng kể trong việc sản xuất động cơ V giá cả phải chăng. Đó là động cơ V8 đầu tiên với khối động cơ đúc duy nhất, lần đầu tiên đưa động cơ V8 vào một chiếc xe giá cả phải chăng.
Áo nước chung của các thiết kế monobloc cho phép khoảng cách gần hơn giữa các xi lanh. Thiết kế monobloc cũng cải thiện độ cứng cơ học của động cơ chống uốn cong và xoắn xoắn ngày càng quan trọng, khi số xi lanh, chiều dài động cơ và xếp hạng công suất tăng.
Hầu hết các khối động cơ ngày nay, ngoại trừ một số động cơ V hoặc radial hiếm và động cơ hàng hải lớn, được xem là một monobloc cho tất cả các xi lanh, cộng với một trục khuỷu tích hợp. Trong những trường hợp như vậy, mép của các dãy hình trụ tạo thành một khu vực cacte (trục khuỷu) các loại, thường vẫn được gọi là trục khuỷu mặc dù không còn là một phần rời rạc.
Sử dụng lót xi lanh bằng thép và vỏ ổ trục giúp giảm thiểu ảnh hưởng của độ mềm tương đối của nhôm. Một số thiết kế động cơ sử dụng phun nhiệt hồ quang dây plasma thay vì ống lót xi lanh, để giảm trọng lượng. Chúng cũng có thể được sản xuất bằng sắt graphit nén (CGI) như một số động cơ diesel.

### Đầu xi lanh tích hợp
Một số động cơ nhỏ cấp tiêu dùng hiện đại sử dụng thiết kế monobloc trong đó đầu xi-lanh, thân và một nửa trục khuỷu có chung vật đúc. Một lý do cho điều này, ngoài chi phí, là để tạo ra chiều cao động cơ tổng thể thấp hơn. Nhược điểm có thể là việc sửa chữa trở nên tốn thời gian hơn và không thực tế.
Một ví dụ về động cơ có đầu xi-lanh tích hợp là động cơ Honda GC -series và GXV-series, đôi khi được gọi là "Uniblock".

### Bộ truyền tích hợp
Một số xe ô tô với động cơ ngang đã sử dụng một khối động cơ bao gồm hộp số tích hợp và trục khuỷu. Ô tô đã sử dụng sự sắp xếp này bao gồm 1966-1973 Lamborghini Miura  và một số xe sử dụng BMC A-series và E-series động cơ. Thiết kế này thường dẫn đến động cơ và bộ phận truyền dẫn chia sẻ cùng một loại dầu.
Nhiều thiết kế máy kéo nông trại có khối xi lanh, trục khuỷu, hộp số và trục sau tích hợp thành một đơn vị. Một ví dụ ban đầu là máy kéo Fordson.

## Vật liệu làm thân máy
Các khối động cơ thường được đúc từ gang hoặc hợp kim nhôm. Hợp kim nhôm có ưu điểm là trọng lượng nhẹ và mất ít thời gian để làm mát động cơ vì khả năng tản nhiệt của loại vật liệu này rất tốt, nhưng gang vẫn tiếp tục giữ được một số lợi thế mà chỉ mình nó có như: chi phí thấp, dễ gia công, bền, tuổi thọ cao, khả năng chống lại sự giãn nở vì nhiệt tốt, khả năng chịu va đập cao nên nó vẫn tiếp tục được các nhà sản xuất động cơ sử dụng.